# Volodymyr Levytsky
Volodymyr Levytsky (Володимир Левицький; Ternópil, 31 de diciembre de 1872 – Lviv, 13 de agosto de 1956) fue un matemático ucraniano que se dedicó a la enseñanza de las matemáticas y al estudio de las funciones de variable compleja.

## Biografía y educación
Volodymyr Levytsky obtuvo su doctorado en la Universidad de Lviv en 1901 y se dedicó a la enseñanza de física y matemáticas a nivel de bachillerato.
Después de la Primera Guerra Mundial los estudiantes ucranianos no tenían permitido ingresar a la universidad y en 1920 se prohibió también que los ucranianos fueran profesores en la universidad, permitiéndose únicamente profesores polacos.
Como resultado, los alumnos ucranianos crearon una universidad clandestina en Lviv en julio de 1921. Desde el principio Levytsky enseñó matemáticas en esta nueva universidad clandestina. Esto duró varios años, hasta que en 1925, fue cerrada por la fuerza.
Levytsky Encabezaba la sección de físico-matemáticas de la Sociedad Científica Shevchenko de Lviv y fue presidente de la misma de 1931 a 1935 así como editor de su diario científico. Desde antes del estallido de la guerra hasta su muerte en 1956, Levytsky dio clases en el Instituto Pedagógico Lviv.

## Trabajos
Levytsky se concentró en las funciones de variable compleja y la aplicación de las matemáticas a la física teórica.
La primera publicación científica en el campo de las matemáticas en idioma ucraniano fue escrita por Levytsky y él fue también editor del primer diario académico sobre matemáticas ucraniano. Mediante sus esfuerzos en la Sociedad Científica Shevchenko de Lviv, introdujo términos matemáticos, físicos y químicos al lenguaje ucraniano. Durante su corto tiempo como parte de la Universidad ucraniana (clandestina) de Lviv,  produjo importantes publicaciones para la historia de las matemáticas.